# Francesco Maria Imperiale
Francesco Maria Imperiale, né en 1653 à Sampierdarena (aujourd'hui quartier de Gênes) et mort en 1736 à Sampierdarena, est un homme politique italien, 141e doge de Gênes du 22 septembre 1711 au 22 septembre 1713.